# Nissan Z
La Nissan Z (nome in codice Z35), chiamata anche Nissan 400Z o in Giappone Nissan Fairlady Z, è un'autovettura sportiva compatta con carrozzeria coupé prodotta dalla casa automobilistica giapponese Nissan Motor dal 2022 presso lo stabilimento di Tochigi in Giappone.
Presentata on line il 18 agosto 2021, il modello sostituisce in Giappone ed America la Nissan 370Z. La vettura non viene importata e commercializzata in Europa, ma solo in Asia e Nordamerica.

## Descrizione

### Contesto

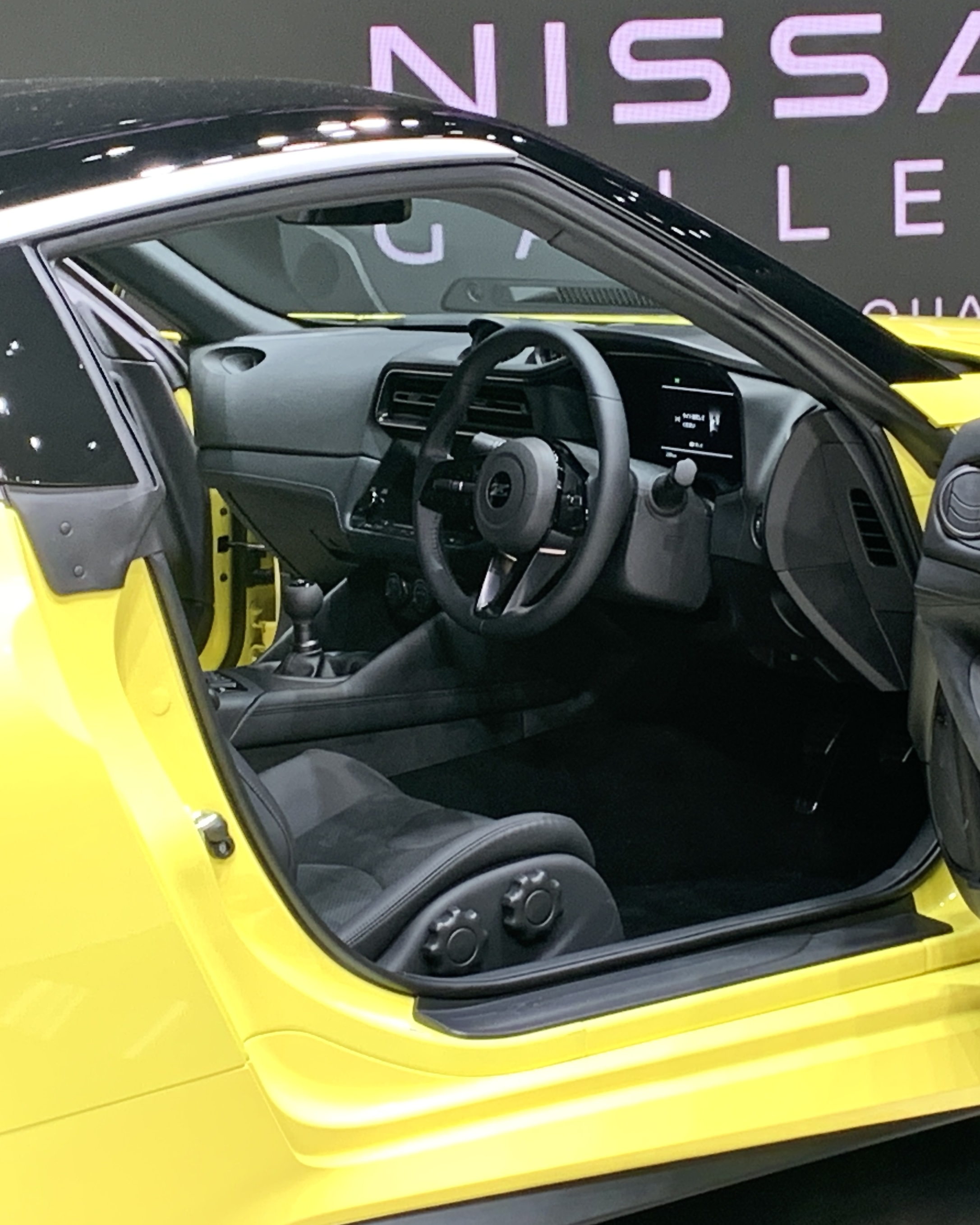
Interni

Inizialmente la vettura doveva essere presentata nell'estate 2021 durante il salone di New York, ma è stato annullato a causa della pandemia di COVID-19.

### Tecnica e meccanica
La Nissan Z, che utilizza lo stesso motore VR30DDTT prodotto a Fukushima già montato sui modelli "Infiniti Red Sport 400", sulla Infiniti Q60, la Q50, la Nissan Skyline, viene realizzata sul medesimo pianale denominato Piattaforma FM già impiegato sulla precedente Nissan 370Z. 
A spingere la vettura c'è il già citato VR30DDTT da 3,0 litri, un motore con architettura V6 di 60° con testate e monoblocco in alluminio dotato di doppia sovralimentazione mediante l'utilizzo di un sistema biturbo che genera una potenza massima di 298 kW (405 CV) a 6400 giri/min e una coppia di 474 Nm a 5400 giri/min. Il motore dispone anche di un sistema a iniezione diretta ad alta pressione e della fasatura variabile delle valvole sia in aspirazione che in scarico. I modelli con cambio manuale hanno un albero di trasmissione in fibra di carbonio e una frizione ad alte prestazioni prodotta dalla Exedy.

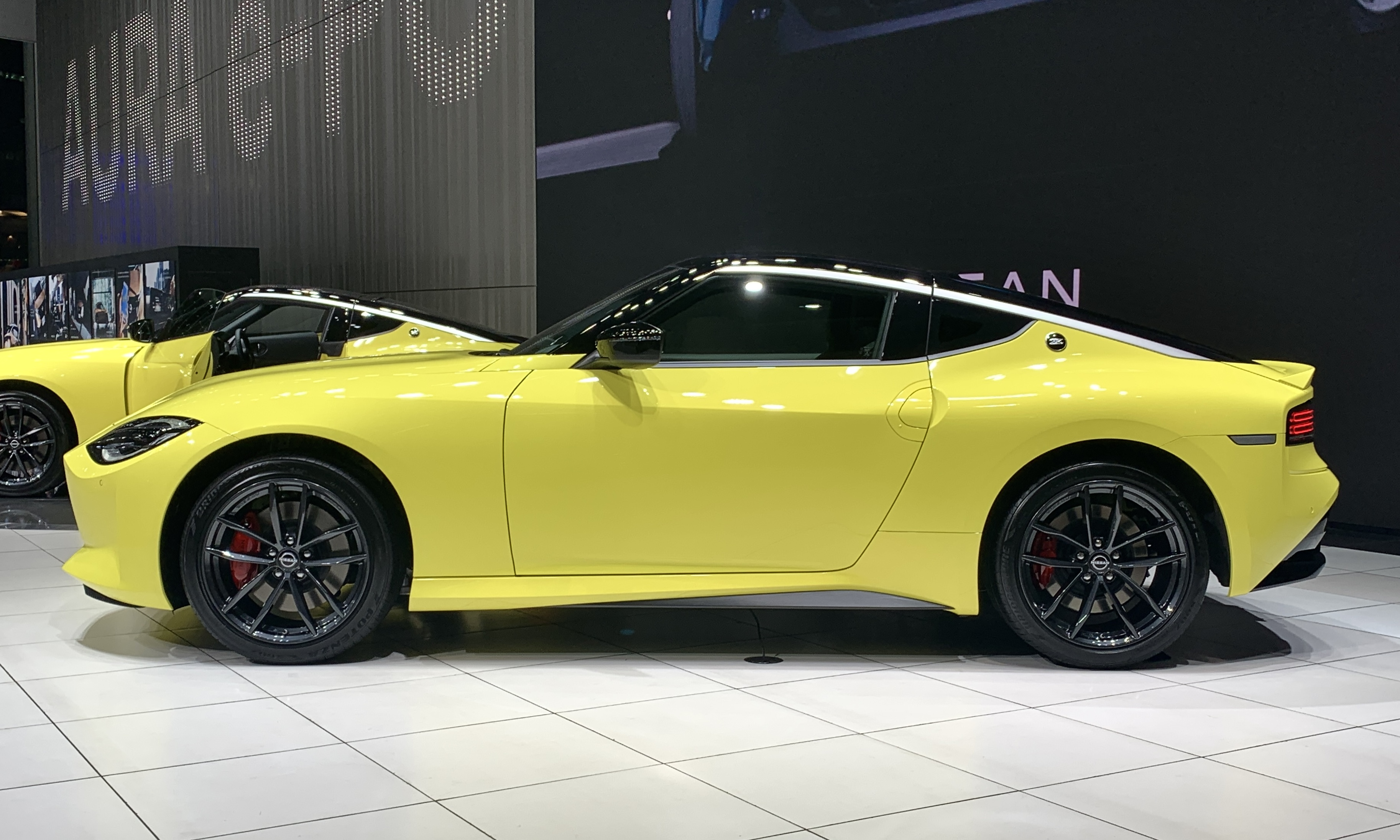
Vista laterale

La configurazione delle sospensioni della Z è composta all'avantreno da un sistema in alluminio a doppio quadrilatero con doppio braccio oscillante ad angolo di incidenza variabile, mentre al posteriore c'è un multilink. Gli ammortizzatori a controllo elettronico sono monotubo con un diametro maggiore rispetto alla 370Z.

### Design
L'interno è stato progettato con la consulenza del pilota nipponico Tsugio Matsuda. Il quadro strumenti è composto da un display digitale personalizzabile da 12,3 pollici, coadiuvato da tre strumenti analogici aggiuntivi posti al centro e sulla sommità della plancia che mostrano la pressione del turbocompressore, la velocità della girante della turbina e il voltaggio della batteria. Poco sotto vi è il sistema di infotainment composto da uno schermo touchscreen da 8,0 pollici dotato di navigatore e servizi Nissan Connect, un sistema audio Bose a sei altoparlanti con cancellazione attiva del rumore.

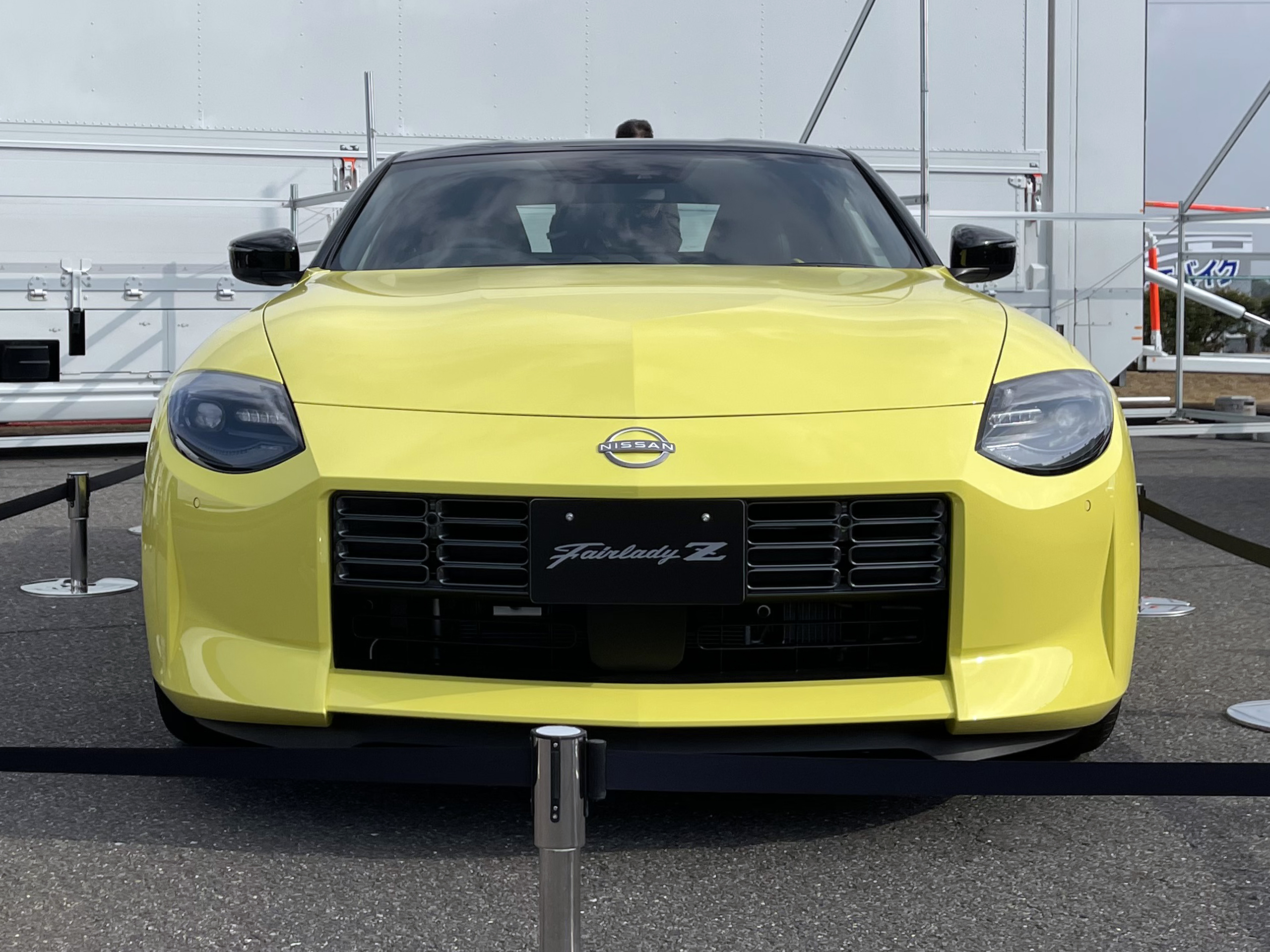
Dettaglio frontale

Esteticamente la vettura va a riprendere molti elementi delle passate vetture sportive sia della famiglia Datsun che Nissan. Il frontale si caratterizza per i fari tondi e la griglia del radiatore rettangolare, richiamando quello della Datsun 240Z; mentre il posteriore è squadrato con una linea del tetto molto morbida in stile fastback con i fari rettangolari inglobati in un fascione nero, inspirandosi a quelli della 300ZX.
La Nissan Z monta cerchi in lega di alluminio da 18 pollici con pneumatici Yokohama Advan.

## Versioni ed evoluzione

### Launch Edition

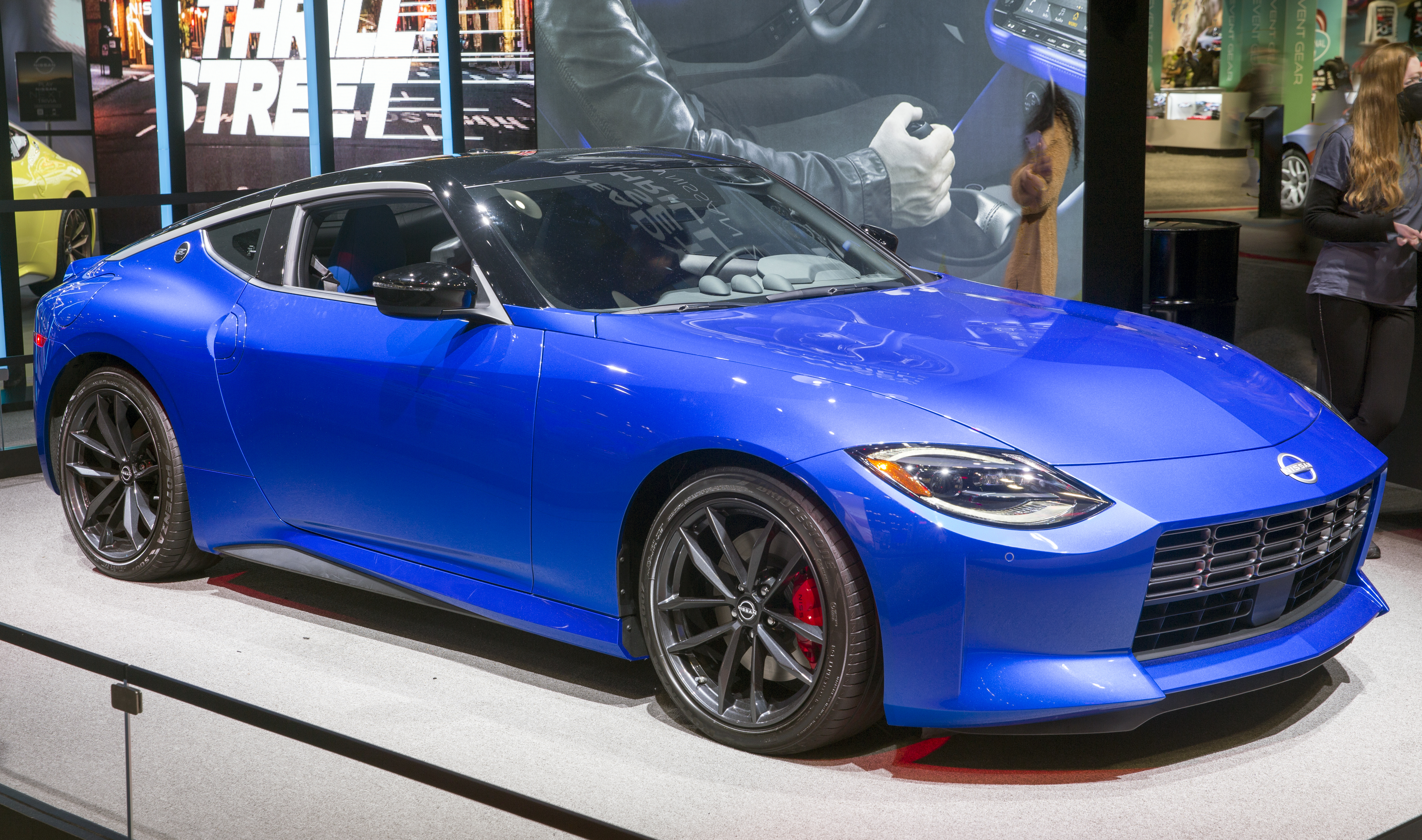
Z Performance

Dopo la presentazione della Z, Nissan ha annunciato la versione Launch Edition. La Launch Edition è limitata a 240 unità tutte di colore nero e giallo, con cerchi color bronzo e pinze dei freni gialle, sedili neri con cuciture gialle e un pomello del cambio giallo. La Launch Edition presenta vari dettagli con cuciture gialle e pannelli di rivestimento delle portiere in pelle scamosciata.

### Z Performance
Inoltre al lancio è disponibile oltre la versione standard denominata Sport, anche la versione Z Performance che si va ad affiancare a quest'ultima. Questa versione è disponibile sia con cambio manuale a 6 marce che con un automatico a 9 marce ed include il launch control, il SynchroRev Match (un sistema di sicronizzazione dei giri motore che durante le cambiate per i modelli con cambio manuale permette di fare la cosiddetta "doppietta" in automatico), levette del cambio derivate dalla GT-R per le varianti con cambio automatico, una configurazione delle sospensioni ancora più sportiva, dischi dei freni più grandi da 14 pollici all'anteriore e 13,8 pollici al posteriore con pinze flottanti in alluminio rosse a quattro pistoncini davanti e due per il posteriore (di serie sono rispettivamente a due e monopistoncino). Per l'allestimento Z Performance c'è anche il differenziale meccanico a slittamento limitato di serie, cerchi in lega forgiati superleggeri Rays da 19 pollici che calzano pneumatici Bridgestone Potenza S007, doppio spoiler anteriore e posteriore per migliorare il carico aerodinamico, terminale di scarico sportivo, sedili in pelle riscaldati, un sistema dell'infotainment più grande da 9,0 pollici e sistema audio Bose a otto altoparlanti.

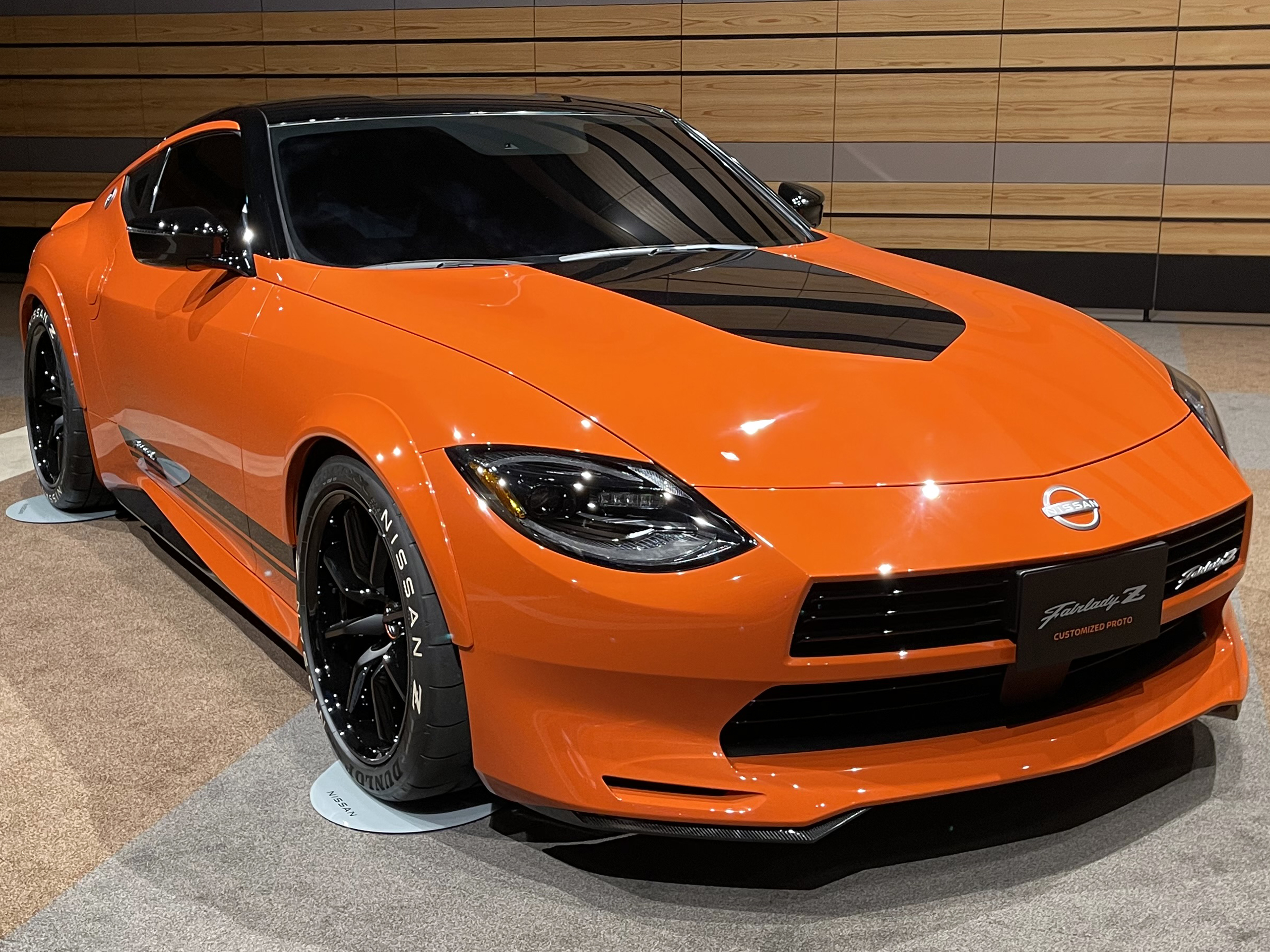
Fairlady Z Customized Proto

### Fairlady Z Customized Proto
Al salone di Tokyo del 2022 , Nissan ha presentato un esemplare unico chiamato Fairlady Z Customized Proto. 
Questa versione presenta un nuovo colore della carrozzeria arancione, una carrozzeria rivista con un nuovo body kit costituito da paraurti e griglia anteriore rivisti, cerchi neri a otto razze con pneumatici "Nissan Z", livrea con strisce e aerografie in nero sul tetto e cofano, alcuni dettagli della carrozzeria come lo splitter anteriore in fibra di carbonio e minigonne laterali. Non sono state apportate modifiche tecniche rispetto alla versione di produzione.

### Z Nismo

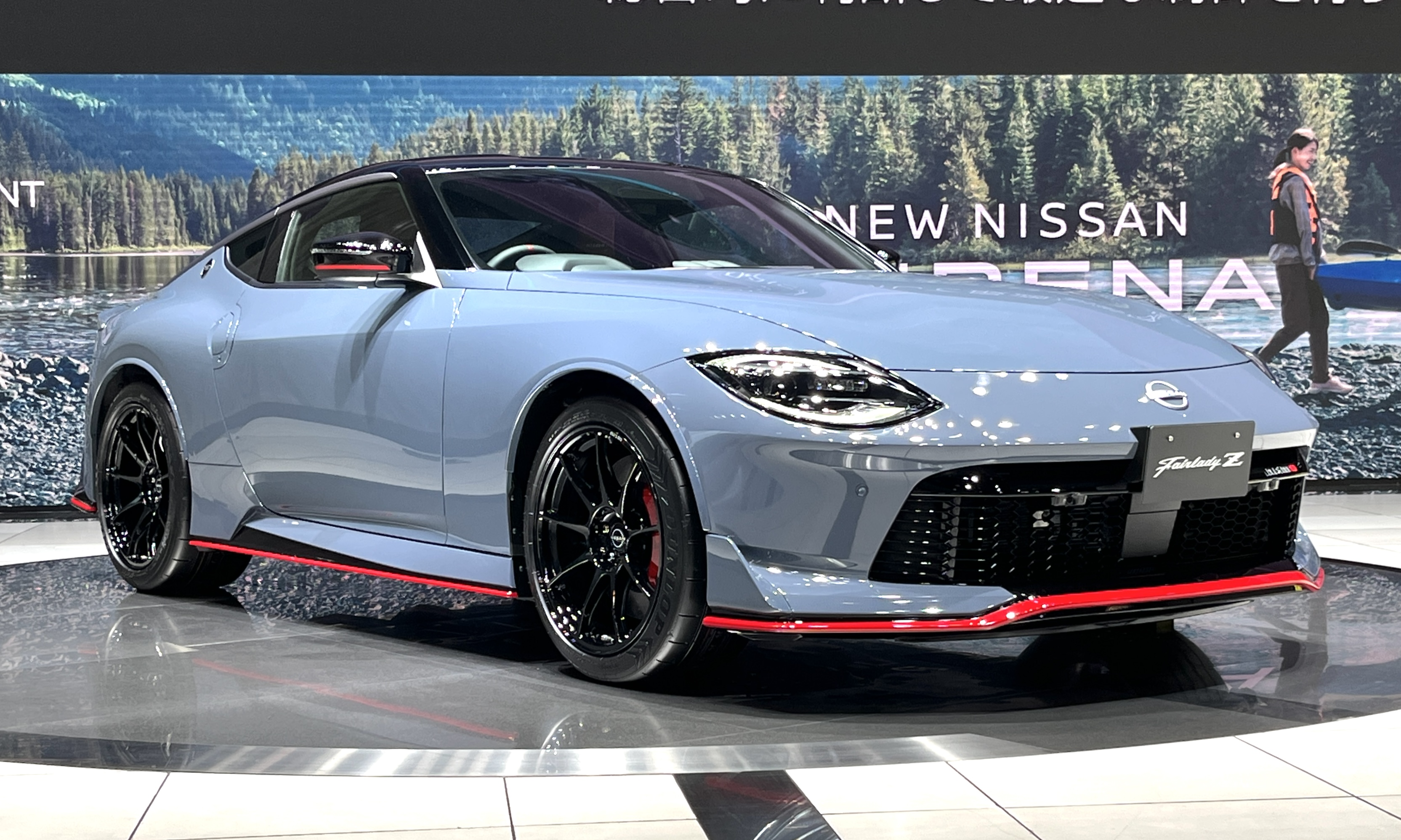
Z Nismo

Lo Z Nismo è stata presentata il 1º agosto 2023, che ai differenzia per significativi aggiornamenti rispetto alla Z standard sia esteticamente che meccanicamente, a partire dagli aggiornamenti al motore VR30DDTT, dotato di uno scarico riprogettato, accensione migliorata, nuovo sistema di raffreddamento del propulsore con scambiatore di calore anche per olio. La potenza massima del motore è di 420 CV a 6400 giri/min e 521 Nm di coppia da 2000 a 5200 giri/min. Questa versione monta solo il cambio automatico a 9 marce con nuove frizioni della Nismo e nuovo software di gestione del motore. Gli aggiornamenti all'assetto e al telaio includono rinforzi aggiuntivi che aumentano la rigidità torsionale del 2,5% rispetto alle altre Z. L'albero di trasmissione in fibra di carbonio delle Z standard è sostituito da un albero di trasmissione in acciaio. Alle sospensioni della Z Nismo sono state aggiunte boccole più rigide, punti di montaggio e ammortizzatori più grandi. I freni sono stati aggiornati e presentano pinze a 4 pistoni più grandi con dischi da 15,0 pollici all'anteriore e da 13,8 pollici al posteriore. Il peso complessivo dell'auto è di 1680 kg.

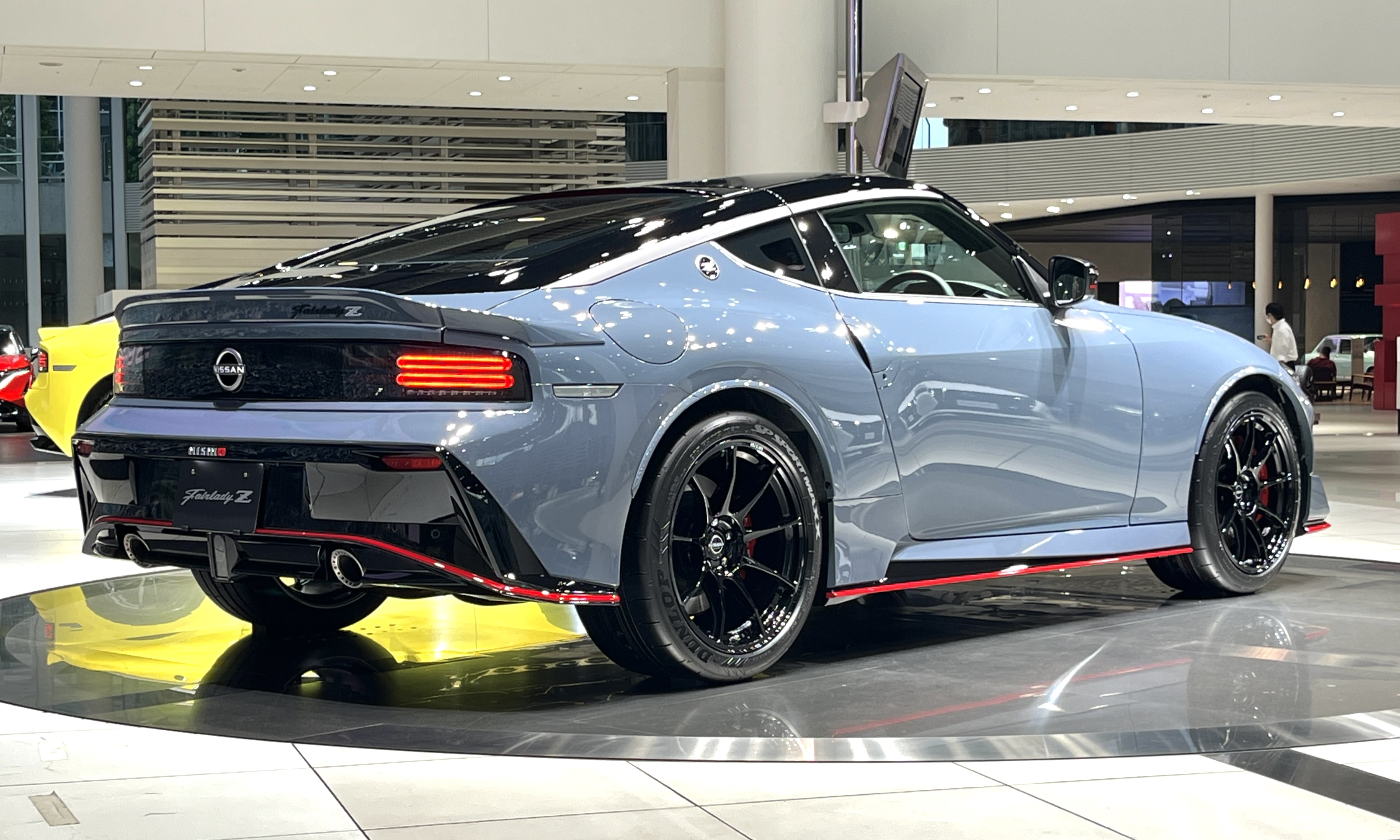
Retro Nismo Z

Gli aggiornamenti estetici includono: una calandra anteriore aggiornata con griglia maggiorata, nuovi paraurti e spoiler anteriore, che ne incrementano il raffreddamento del motore e la deportanza. Dietro c'è uno spoiler posteriore in tre pezzi che completa il pacchetto aerodinamico. Le nuove ruote Nismo sono più larghe e verniciate in nero lucido e montano pneumatici Dunlop SP Sport MAXX GT600. L'interno dell'auto presenta finiture di colore rosso e nero, insieme ai nuovi sedili avvolgenti Recaro; inoltre sono stati rivisti il volante, il tachimetro e il sistema di infotainment.

## Scheda tecnica

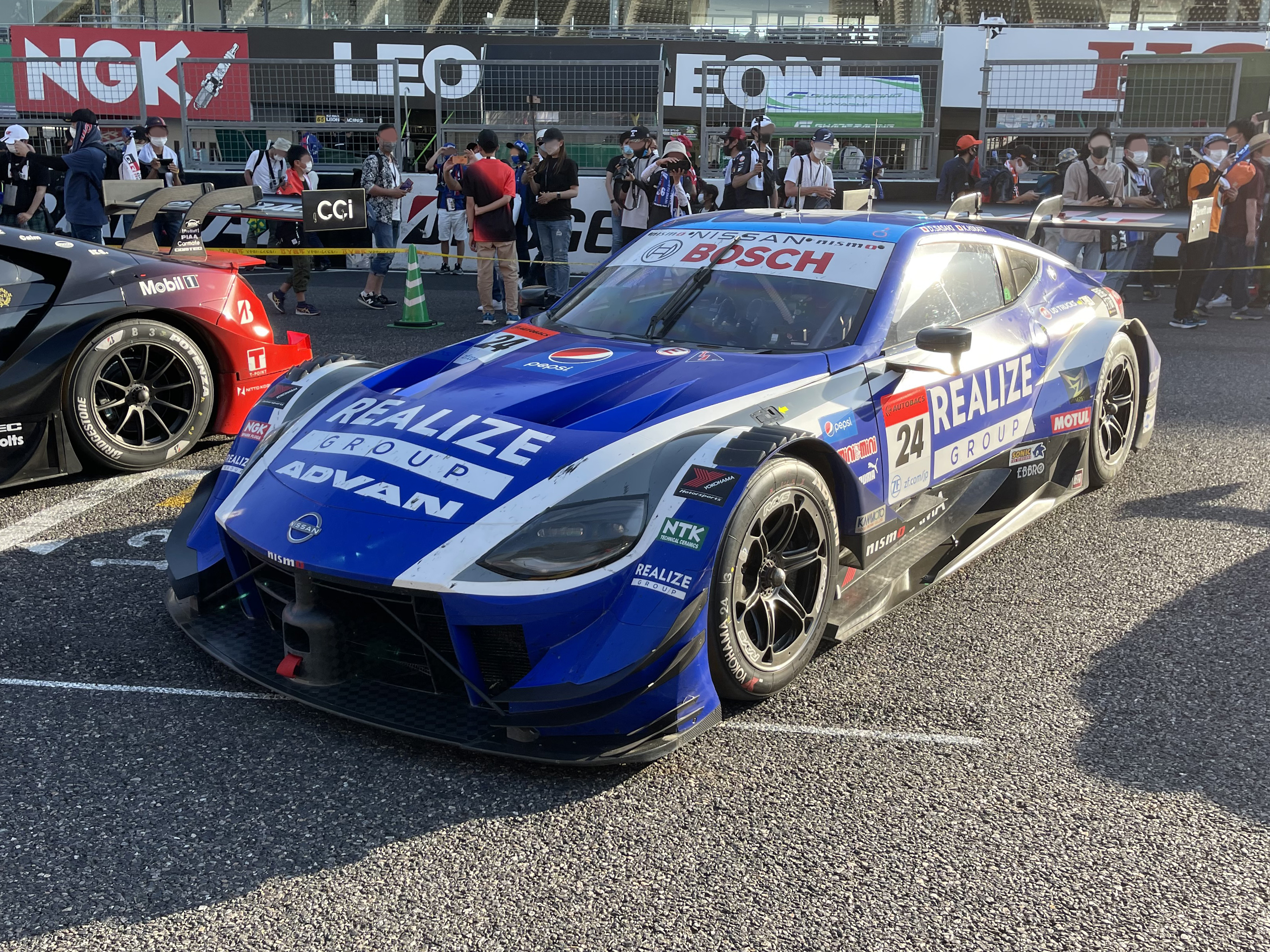
Fairlady Z GT500

## Attività sportiva
La versione da competizione, chiamata Fairlady Z GT500, è stata presentata a dicembre 2021 al Fuji Speedway per competere dal 2022 nel campionato Super GT sostituendo dopo 15 anni la Nissan GT-R GT500, che era stata impiegata per 13 stagioni nel Super GT.
La Fairlady Z GT500 ha fatto il suo debutto in gara alla 300 km di Okayama GT nel 2022, facente parte del calendario del campionato Super GT. Il Team Nismo si è qualificato 9°, mentre il giorno successivo in gara la vettura ha ottenuto il suo primo podio.